# 奥保鞏

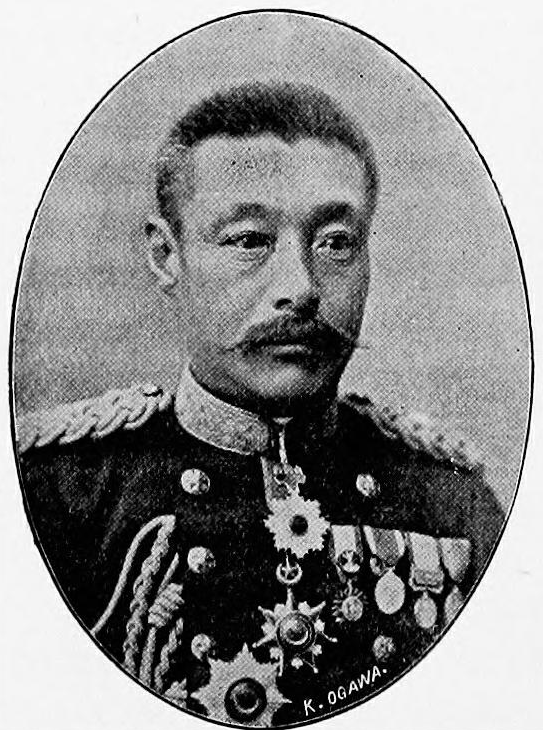
1897年

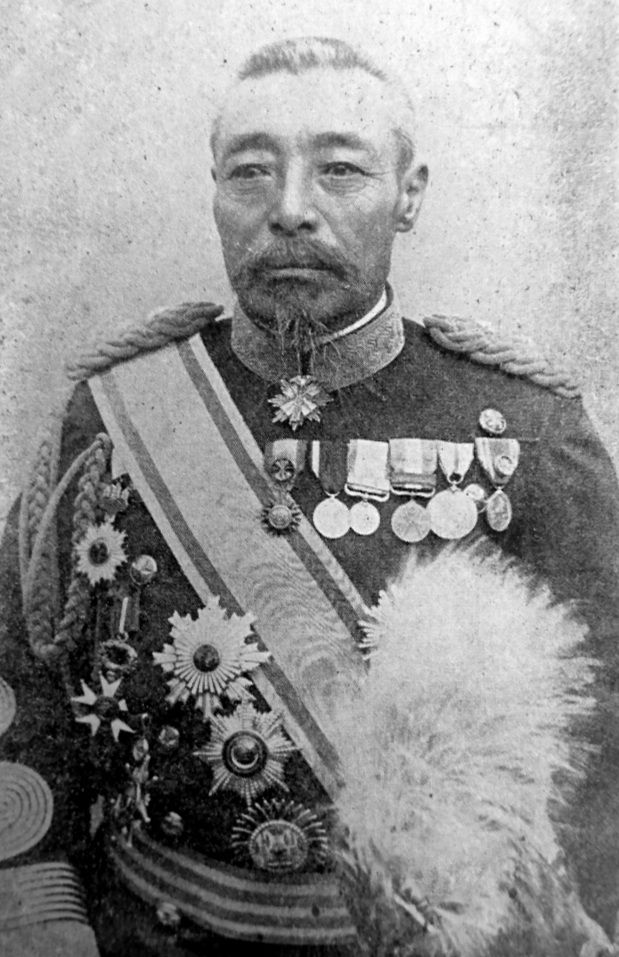
1909年

奥 保鞏（おく やすかた、弘化3年11月19日〈1847年1月5日〉- 昭和5年〈1930年〉7月19日）は、日本の陸軍軍人。官位は元帥陸軍大将従一位大勲位功一級伯爵。
皇族、薩長出身者以外で最初の元帥となった。

## 生涯
豊前（現在の福岡県）小倉藩小笠原家家臣の奥利右衛門保矩の長男として小倉（現在の北九州市）に生まれる。幼名為次郎。15歳のとき本家・奥保義の養子となり家督を継ぐ。家系の詳細については奥家 (伯爵家)を参照。
馬廻・知行300石となって七郎左衛門と改名。小姓、物頭を務めた。
幕末は幕府側に立つ主家に従い、長州征討に参加。明治2年（1869年）1月に足軽隊長となり、翌月、東京に遊学。明治4年（1871年）5月、常備4番小隊長に就任。同年6月、陸軍に入営し西海鎮台2番大隊小隊長に着任。同年11月、陸軍大尉心得となり鎮西鎮台（後の熊本鎮台）に所属。明治5年（1872年）4月、陸軍大尉に昇進し鹿児島分営所に配属。
明治6年（1873年）8月、熊本鎮台中隊長に異動し、佐賀の乱に出征し戦傷を受けた。明治7年（1874年）6月、陸軍少佐に進級し歩兵第11大隊長に就任。同年8月、台湾出兵に従軍。明治8年（1875年）2月、歩兵第13連隊大隊長となり神風連の乱の平定に参加。
明治10年（1877年）2月、西南戦争に出征し、2月21日からの熊本城籠城戦に参加。4月8日未明、歩兵1個大隊を率いて薩摩軍の包囲を突破し、薩摩軍の後方に上陸した政府軍（衝背軍）との連絡に成功した。この際、敵弾が口から頬にかけて貫通したが、左手で傷口を押さえ右手で軍刀を持ってひるまず指揮した。4月20日、熊本鎮台歩兵第14連隊長心得となる。
明治11年（1878年）11月、陸軍中佐に進級し歩兵第14連隊長に就任。歩兵第10連隊長に異動し、明治15年（1882年）2月、陸軍大佐に昇進。近衛歩兵第2連隊長を経て、明治18年（1885年）5月、陸軍少将に進級し歩兵第7旅団長に着任。近衛歩兵第1旅団長、東宮武官長、近衛歩兵第2旅団長を歴任。明治27年（1894年）2月から9月まで欧州に出張。
明治27年（1894年）11月、野津道貫の後任として第5師団長となり、翌月、日清戦争に出征。明治28年（1895年）8月、軍功により男爵を叙爵し華族となる。明治29年（1896年）10月14日に第1師団長、明治30年（1897年）10月27日に近衛師団長に発令。その後、東京防御総督、東部都督を歴任。明治35年（1902年）10月、インドに出張し、翌年3月に帰国。明治36年（1903年）11月、陸軍大将に進級。
明治37年（1904年）1月、軍事参議官に就任したが、同年3月、日露戦争開戦に伴い第2軍司令官として出征（戦歴は後述）。なお、森林太郎（鷗外）が、第２軍軍医部長として幕下にいた。
明治39年（1906年）1月、軍事参議官となり、同年7月、急逝した児玉源太郎の後任として参謀総長に就任。明治40年（1907年）9月、伯爵に叙せられ、明治44年（1911年）10月、元帥府に列せらる。明治45年（1912年）2月、議定官に就任。
昭和5年（1930年）7月19日、脳出血により死去。享年85（数え）。

## 日露戦争での戦歴

### 南山の戦い
第2軍は第1師団、第3師団、第4師団、騎兵第1旅団で編成され、遼東半島における拠点として大連を確保することを目的とした。
5月5日から13日にかけて遼東半島に上陸し、5月26日午前5時からロシア軍の陣地である南山への攻撃を開始した。第2軍はロシア軍の堅固な防塁と機関銃の斉射により大苦戦となったが、奥は攻撃を断念せず苛烈に攻めた。午後5時になり海軍の砲艦による艦砲射撃も加えた突撃を行い、午後8時にようやく南山を占領した。この時の死傷者は4,387名にのぼり、損害数を聞いた東京の大本営は「ゼロが1つ多すぎるのではないか」と耳を疑ったという。この戦いにより、「南山の奥」としてさらに勇名を馳せることになった。

### 得利寺の戦い
大連占領後、旅順攻撃を行う第3軍へ第1師団が移り、編成替えにより第3師団、第4師団、第5師団、野戦砲兵第1旅団、騎兵第1旅団を指揮下とし、第2軍は遼陽を目指して北上した。6月14日、旅順援護のため南下してきたロシア軍4万と遼陽南方210キロメートルにある得利寺で激突した。2日間にわたる戦闘で、第2軍は側面攻撃を有効に用いて自軍より兵力の大きいロシア軍を撃退した。これにより、旅順要塞の孤立が決定的になった。

### 遼陽会戦
得利寺での勝利後、新たに第6師団を指揮下に加え、蓋平、大石橋での戦闘に勝利した。その後第5師団が第4軍指揮下となって去ったが、8月4日までに遼陽をうかがう位置まで前進した。24日の第1軍に続き、第2軍は第4軍とともに25日に作戦行動を開始した。鞍山站は抵抗なく占領でき、続いて攻めかかった首山堡は頑強な抵抗に遭遇し、屍山血河の惨烈な戦闘となった。後に陸軍の軍神第1号となった第3師団歩兵第34連隊第1大隊長の橘周太少佐が戦死したのも、この首山堡であった。31日朝に1度占領するも奪還され、第2軍は崩壊の危機に面したが、9月1日の第1軍によるロシア軍左翼への側面攻撃に動揺したロシア軍を追撃し、4日朝までに遼陽一帯を占領することができた。

### 沙河会戦
10月2日、日本軍の補給欠乏を見越したロシア軍が反転攻勢に出た。迎え撃つ日本軍は右翼第1軍を軸とした旋回包囲作戦を開始し、左翼の第2軍は10日より果然前進した。特に13日から14日にかけて、沙河左岸一帯において夜襲につぐ夜襲という猛烈な攻撃をかけた。この攻撃により、ロシア軍首脳部は大きな誤解をした。日本軍には豊富な予備隊があるに違いないと判断したのである。さらに17日まで攻撃を続行すると、ロシア軍は退却を開始した。しかし戦力の限界にあった第2軍に追撃する余力はなかった。

### 黒溝台会戦
1月25日、日本軍最左翼を守備していた第2軍所属の秋山支隊8,000（秋山好古少将指揮、騎兵第1旅団を中核とした歩・砲・工兵混成部隊）にロシア軍10万が攻撃を開始した。秋山支隊は右翼から李大人屯、韓山台、沈旦堡、黒溝台の4陣地を軸として頑強に抵抗し、満洲軍総司令部は予備隊の第8師団を援軍として急派したが、第8師団司令部の敵情誤断により黒溝台陣地の放棄を強制され、しかも第8師団自体も26日に逆襲包囲されるという事態に陥った。第2軍は靡下の第3師団を派遣したが、満洲軍総司令部の兵力逐次投入、急遽臨時軍（臨時立見軍：第8師団長・立見尚文中将が臨時司令官）編成という愚策に踊らされ、速やかな作戦行動ができなくなった。ようやく28日にいたり、第3師団と第5師団が秋山支隊右翼陣地のロシア軍を撃退した。黒溝台陣地も第8師団及び第5師団による大夜襲を決行し、ロシア軍は潰走した。

### 奉天会戦
2月22日に鴨緑江軍による行動開始に始まり、第2軍は第3、第4、第6、第8師団、秋山支隊及び3個後備旅団を指揮下におき、日本軍中央左翼を担当して2月27日から砲撃を開始、3月7日まで攻撃を続行したが、ロシア軍の抵抗は激しく前進がままならなかった。ところが7日深夜になり、突如ロシア軍が退却を始めた。日本軍に包囲されると勘違いしたロシア軍首脳部が、中央の部隊に退却命令を出したのである。8日から猛烈に追撃戦を行い、10日に第2軍は第4軍とともに奉天を占領した。しかし、それ以上の攻撃余力がなく、この会戦が事実上日露戦争最後の陸戦となった。

## 人物像

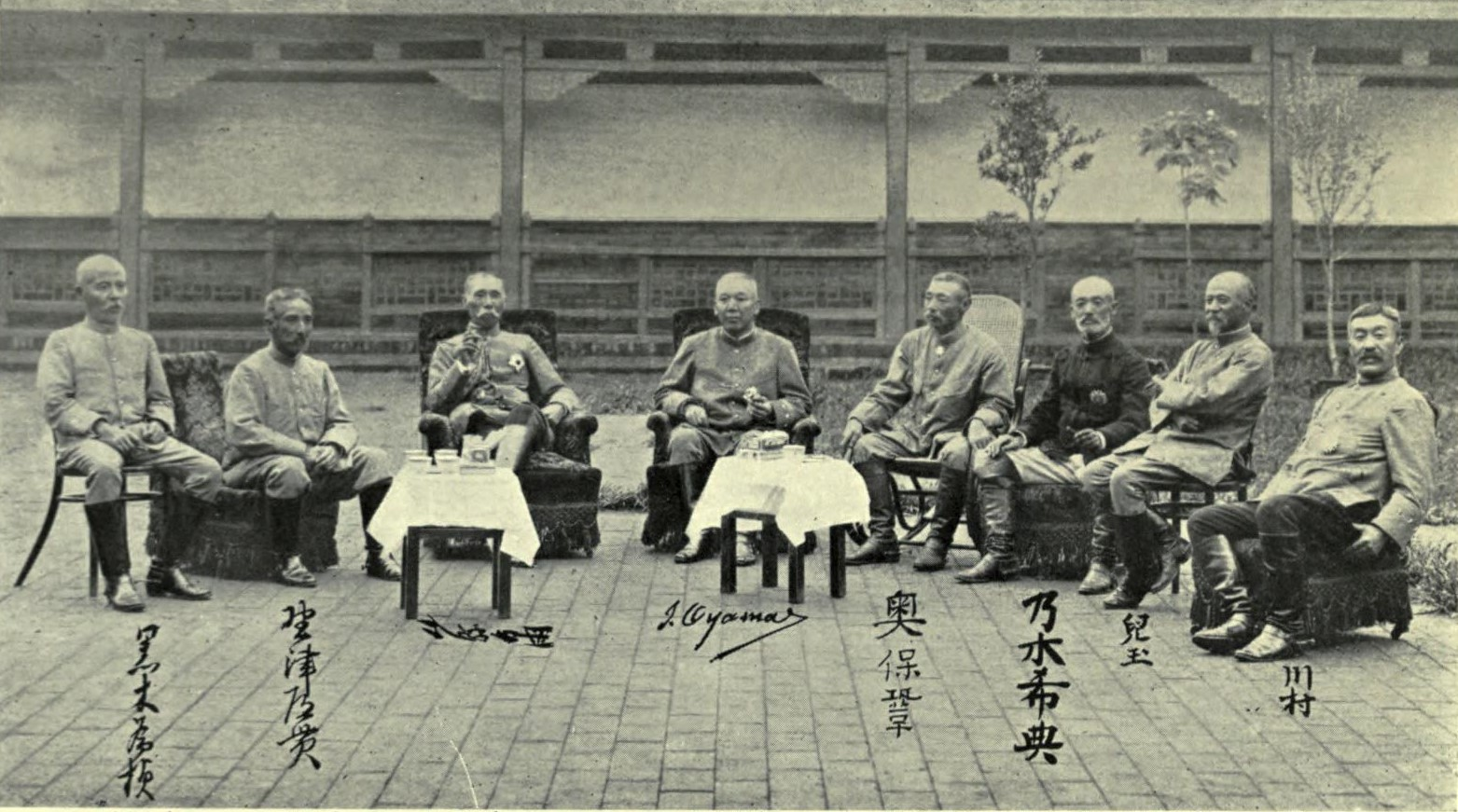
日露戦争における二元帥六大将
（右から4人目が奥保鞏）

- 佐幕側であった小倉藩出身であり、しかも長州藩と直接戦火を交えた立場であったにもかかわらず、陸軍内で異例の抜擢を受け続けた。これはひとえに奥自身の指揮統帥能力及び古武士に例えられる謙虚な性格によるものである。後年、薩長・皇族以外の出身者としてはじめて元帥となったが、この時も異論を唱えるものが誰もいなかったと言う。
- 日露戦争において、軍司令官や参謀長人事は薩長出身者がほとんど独占したが、「奥だけは外せまい」というのが陸軍部内の一致した見方であった。4人の軍司令官のうち、作戦参謀の補佐がなくても作戦計画を立案出来るのは奥だけだった。奥は難聴であったが、指揮采配に支障をきたすことはなく、司令部では幕僚と筆談で意見交換を行ったと言われている。
- 生涯自分の戦功などを語ったことがなく、むしろ功績を消そうとすることもあったらしい。日露戦争終戦後凱旋した際、日の丸を揚げてバンザイを叫ぶ人々の姿を見て、「済まぬ、許してくれ」（多くの将兵を戦死させてしまった自責の念と思われる）と呟いたという逸話が残っている。天性の軍人らしく、政治向きのことには一切興味を示さず、静かな晩年を過ごした（第5師団長時代、桂太郎が台湾総督を辞任した際に後任を打診されたが断ったこともある程）。それ故世間からは忘れ去られがちで、死去したときも「まだ生きていたのか」と驚く人が少なくなかったという。
- 大正天皇の東宮武官長、東宮大夫を務めた。1926年（大正15年）、天皇が最後の時を迎えた際には、東郷、井上両元帥とともに葉山の御用邸に詰めることが許された[4]。1927年（昭和2年）の大喪の礼の際には足元がおぼつかない状態ではあったが、轜車にお供したいとの思いで杖の頼りに徒歩の練習を行い、葬場殿には38度の高熱を押して参列した。こうした心労が影響したか、1928年（昭和3年）秋には脳溢血で卒倒、半身不随となっていた[5]。

## 栄典・授章・授賞
位階
- 1874年（明治7年）
  - 3月23日 - 正七位[6]
  - 11月5日 - 従六位[6]
- 1879年（明治12年）12月20日 - 正六位[6]
- 1882年（明治15年）4月3日 - 従五位[6]
- 1885年（明治18年）7月25日 - 正五位[6]
- 1886年（明治19年）10月28日 - 従四位[6][7]
- 1892年（明治25年）2月13日 - 正四位[6][8]
- 1897年（明治30年）5月31日 - 従三位[6][9]
- 1902年（明治35年）8月20日 - 正三位[6][10]
- 1907年（明治40年）8月30日 - 従二位[6][11]
- 1914年（大正3年）9月10日 - 正二位[6][12]
- 1916年（大正5年）7月19日 - 従一位[13]

爵位等
- 1895年（明治28年）8月20日 - 男爵[6][14]
- 1907年（明治40年）9月21日 - 伯爵[6][15]
- 1911年（明治44年）10月24日 - 元帥[6][16]

勲章等
| 受章年                     | 略綬 | 勲章名                       | 備考 |
| -------------------------- | ---- | ---------------------------- | ---- |
| 1878年（明治11年）1月31日  |      | 勲四等旭日小綬章             |      |
| 1885年（明治18年）4月7日   |      | 勲三等旭日中綬章             |      |
| 1889年（明治22年）11月25日 |      | 大日本帝国憲法発布記念章     |      |
| 1893年（明治26年）5月26日  |      | 勲二等瑞宝章                 |      |
| 1895年（明治28年）8月20日  |      | 功三級金鵄勲章               |      |
| 1895年（明治28年）8月20日  |      | 旭日重光章                   |      |
| 1895年（明治28年）11月18日 |      | 明治二十七八年従軍記章       |      |
| 1900年（明治33年）5月31日  |      | 勲一等瑞宝章                 |      |
| 1905年（明治38年）5月30日  |      | 旭日大綬章                   |      |
| 1906年（明治39年）4月1日   |      | 功一級金鵄勲章               |      |
| 1906年（明治39年）4月1日   |      | 旭日桐花大綬章               |      |
| 1906年（明治39年）4月1日   |      | 明治三十七八年従軍記章       |      |
| 1915年（大正4年）4月20日   |      | 御紋付銀杯                   |      |
| 1915年（大正4年）11月7日   |      | 金杯一組                     |      |
| 1915年（大正4年）11月7日   |      | 大正三四年従軍記章           |      |
| 1915年（大正4年）11月10日  |      | 大礼記念章（大正）           |      |
| 1920年（大正9年）11月1日   |      | 金杯一組                     |      |
| 1920年（大正9年）11月1日   |      | 大正三年乃至九年戦役従軍記章 |      |
| 1925年（大正14年）1月14日  |      | 御紋付銀杯                   |      |
| 1928年（昭和3年）11月10日  |      | 大勲位菊花大綬章             |      |
| 1928年（昭和3年）11月10日  |      | 大礼記念章（昭和）           |      |

外国勲章等佩用允許
| 受章年                     | 国籍                         | 略綬 | 勲章名                               | 備考 |
| -------------------------- | ---------------------------- | ---- | ------------------------------------ | ---- |
| 1891年（明治24年）5月9日   | シャム王国                   |      | 勲二等タイ王冠勲章                   |      |
| 1891年（明治24年）6月1日   | オスマン帝国                 |      | 第二等オスマニエ勲章                 |      |
| 1894年（明治27年）10月26日 | フランス共和国               |      | レジオンドヌール勲章コマンドール     |      |
| 1903年（明治36年）4月30日  | イギリス帝国                 |      | 印度皇帝陛下戴冠記念章               |      |
| 1906年（明治39年）12月29日 | フランス共和国               |      | レジオンドヌール勲章グラントフィシエ |      |
| 1907年（明治40年）7月1日   | バイエルン王国               |      | 武功剱附大綬章                       |      |
| 1907年（明治40年）12月5日  | オーストリア＝ハンガリー帝国 |      | レオポール第一等勲章                 |      |
| 1909年（明治42年）12月6日  | 大清帝国                     |      | 第一等第二品御賜双龍宝星             |      |
| 1926年（大正15年）3月26日  | ポーランド共和国             |      | ヴィルッチ・ミリタリ勲章コマンドール |      |

## 親族
- 長男：奥保夫（陸軍少将）

## 関連書籍
- 秋山香乃『群雲に舞う鷹』日本放送出版協会、2009年

| 軍職                  | 軍職                                                                                             | 軍職                    |
| --------------------- | ------------------------------------------------------------------------------------------------ | ----------------------- |
| 先代 乃木希典         | 歩兵第14連隊長 第3代（心得）：1877年4月20日 - 1896年10月14日 第4代：1878年12月9日 - 1879年4月7日 | 次代 茨木惟昭           |
| 先代 茨木惟昭（心得） | 歩兵第10連隊長 第2代：1879年4月28日 - 1882年2月13日                                              | 次代 諏訪好和           |
| 先代 黒木為楨         | 近衛歩兵第2連隊長 第3代：1882年2月13日 - 1885年5月21日                                           | 次代 仲木之植           |
| 先代 野津道貫         | 第5師団長 第2代：1894年11月29日 - 1896年10月14日                                                 | 次代 山口素臣           |
| 先代 山地元治         | 第1師団長 第3代：1896年10月14日 - 1901年4月2日                                                   | 次代 伏見宮貞愛親王     |
| 先代 黒木為楨         | 近衛師団長 第6代：1897年10月27日 - 1898年1月14日                                                 | 次代 長谷川好道         |
| 先代 桂太郎           | 東京防禦総督 第3代：1898年1月14日 - 1900年4月24日                                                | 次代 空席（1901年廃止） |
| 先代 野津道貫         | 東部都督 第2代：1900年4月25日 - 1904年1月14日                                                    | 次代 廃止               |
| 先代 児玉源太郎       | 参謀総長 第7代：1906年7月30日 - 1912年1月20日                                                    | 次代 長谷川好道         |
| 爵位・家督            |                                                                                                  |                         |
| 先代 陞爵             | 伯爵 奥家初代 1907年 - 1930年                                                                    | 次代 奥保夫             |
| 先代 叙爵             | 男爵 奥家初代 1895年 - 1907年                                                                    | 次代 陞爵               |